# Right Place Right Time (singolo)
Right Place Right Time è un brano del cantautore inglese Olly Murs, pubblicato in Irlanda il 23 agosto 2013 e nel Regno Unito il 25 agosto 2013 dalla etichetta Epic Records. Estratto come quarto singolo dal suo terzo album Right Place Right Time. La canzone è stata scritta da Murs, Claude Kelly, Stephen Robson.

## Antefatti
Il singolo è stato pubblicato il 23 agosto 2013 come download digitale, che include una versione live della traccia registrata alla O2 Arena di Londra e due remix: uno di Thomas Gandey e Steve Pitron e il secondo di Max Sanna.

## Video musicale
Il video è stato caricato sul canale Vevo di Murs il 5 agosto 2013. Nel filmato sono presenti un insieme di clip sulla carriera di Murs tra cui la sua audizione a The X Factor UK, il trekking nel deserto per il Comic Relief , il suo tour nelle arene, la partecipazione a Soccer Aid, il tour negli Stati Uniti, la partecipazione a The Xtra Factor UK, le riprese di altri suoi video musicali e l'esibizioni al Take the Crown Stadium Tour di Robbie Williams.

## Esibizione dal vivo
Nell'aprile 2013, ha partecipato a un episodio della quinta stagione della serie americana 90210 e ha cantato i brani Right Place Right Time e Troublemaker. Nel Regno Unito, ha eseguito il brano nella semi-finale dei Britain's Got Talent.

## Tracce
Le tracce del singolo pubblicato sono le seguenti:
1. Right Place Right Time – 3:12
2. Right Place Right Time (Live da The O2 Arena) – 4:15
3. Right Place Right Time (Max Sanna & Steve Pitron Radio Edit) – 3:40
4. Right Place Right Time (Thomas Gandey Club Mix) – 5:33
5. Right Place Right Time (Video musicale) – 3:05

## Classifica
| Classifica (2013)                     | Picco posizione |
| ------------------------------------- | --------------- |
| Australia (ARIA)                      | 88              |
| Belgio (Ultratip Fiandre)             | 2               |
| Germania (Offizielle Deutsche Charts) | 53              |
| Irlanda (IRMA)                        | 74              |
| Scozia (Official Charts Company)      | 22              |
| Regno Unito (Official Charts Company) | 27              |